# Michaela Mlejnková (florbalistka)
Michaela Mlejnková (* 22. září 1995) je bývalá česká florbalistka, reprezentantka a mistryně Česka ze sezóny 2021/2022. V nejvyšších florbalových soutěžích Česka a Švýcarska hrála v letech 2010 až 2023.

## Klubová kariéra
S florbalem začínala v předškolním věku v klubu FBC Liberec. V nejvyšší soutěži nastoupila za Liberec poprvé v sezóně 2010/2011. V dalším ročníku již byla nejproduktivnější hráčkou týmu a v Poháru získala s týmem stříbro. V sezóně 2014/2015 vyhrála kanadské bodování ligové soutěže.
Po maturitě v roce 2015 odešla na dvě sezóny do švýcarského klubu Red Ants Rychenberg Winterthur. V sezóně 2016/2017 se s týmem probojovala do semifinále švýcarské nejvyšší soutěže.
Po návratu do Česka hrála ještě dva roky za Liberec, kde byla opět nejužitečnější hráčkou týmu. V poslední sezóně 2018/2019 pomáhala zachránit Liberec poprvé v historii klubu v play-down. V rozhodujícím zápase série vstřelila čtyři góly, včetně vítězného, a na další dva asistovala.
V roce 2019 se přestěhovala do Ostravy a začala hrát za FBC Ostrava. V ročníku 2019/2020 opět vyhrála kanadské bodování. V další sezóně získala s týmem svou první bronzovou medaili. A v ročníku 2021/2022 dovedla Ostravu jako kapitánka a nejlepší střelkyně soutěže k prvnímu klubovému mistrovskému titulu. V prvním zápase semifinálové série přispěla dvěma brankami k první porážce Vítkovic po 70 výhrách v řadě. Dva góly vstřelila i ve vítězném superfinále. Na následném Poháru mistrů asistovala na gól ve vítězném zápase o bronz. Po sezóně 2022/2023, ve které s Ostravou získala stříbro, ukončila kariéru. Poslední rozlučkový zápas si zahrála v únoru 2024.

## Reprezentační kariéra
Mlejnková se v juniorské kategorii zúčastnila Mistrovství světa v letech 2012 a 2014. Na druhém z nich dovedla české juniorky jako kapitánka je druhému bronzu v historii.
Za ženskou reprezentaci hrála na čtyřech mistrovstvích v letech 2015 až 2021. Na všech čtyřech Češky skončily na čtvrtém místě. Na mistrovství v roce 2019 v zápase proti Slovensku překonala pěti brankami český ženský reprezentační rekord Ilony Novotné.
| Umístění         | Soutěž                                                       |
| ---------------- | ------------------------------------------------------------ |
| 4.               | Mistrovství světa ve florbale žen do 19 let 2012             |
| Bronzová medaile | Mistrovství světa ve florbale žen do 19 let 2014 (kapitánka) |
| 4.               | Mistrovství světa ve florbale žen 2015                       |
| 4.               | Mistrovství světa ve florbale žen 2017                       |
| 4.               | Mistrovství světa ve florbale žen 2019                       |
| 4.               | Mistrovství světa ve florbale žen 2021                       |

## Ocenění
V roce 2013 byla zvolena juniorkou sezóny a v roce 2021 nejužitečnější hráčkou Extraligy.